# 十竹齋箋譜

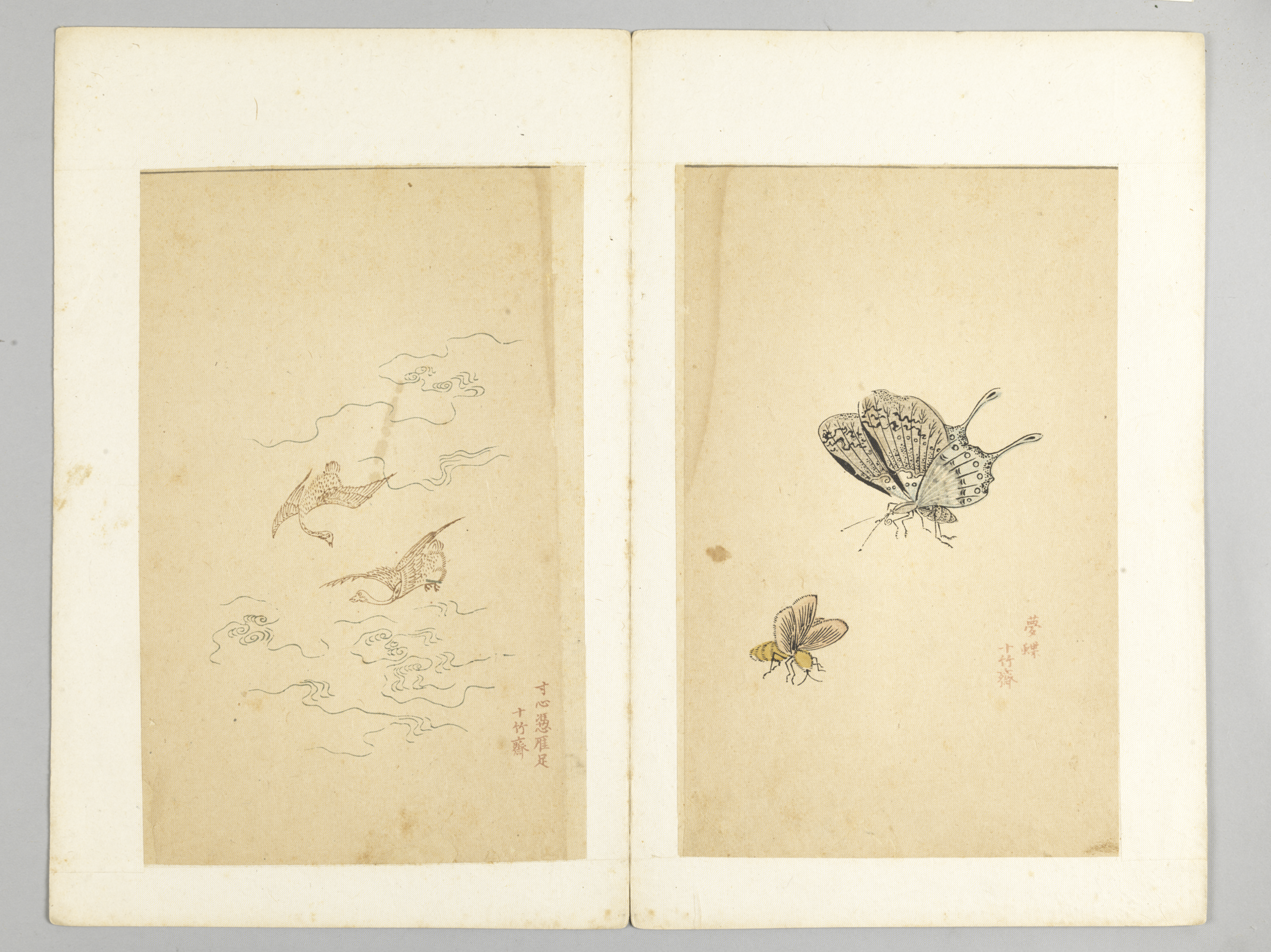
十竹斋笺谱

《十竹齋箋譜》於1644年為胡正言所編印。它不但是收錄圖案最多的一部古代箋譜，更是集明代繪畫、雕刻、印刷技術於一身的珍貴傳世作品，代表了古代彩色套印技術的最高水平。

## 關於箋譜
箋譜起源於箋紙，是中國古代印刷術和造紙術相結合的產物。唐代起印刷術發達，日常用來寫信記事的箋紙也被印上了裝飾圖案。有些風雅人仕還挑選製作精良帶有圖案的箋紙，集結成冊，印成箋譜，專門用來欣賞。

## 內容
《十竹齋箋譜》共分四卷，收錄箋畫33組，283幅箋畫圖案，包括山石昆蟲、飛禽走獸等。
卷一分七類共62幅：清供八幅、華石八幅、博古八幅、畫詩八幅、奇石十幅、隱逸十幅、寫生十幅。
卷二分九類共77幅：龍種九幅、勝覽八幅、入林十幅、無華八幅、鳳子八幅、折贈八幅、墨友十幅、雅玩八幅、如蘭八幅。
卷三分九類共72幅：孺慕八幅、棣華八幅、應求八幅、閨則八幅、敏學八幅、極修八幅、尚志八幅、偉度八幅、高標八幅。
卷四分八類共72幅：建義八幅、壽徵八幅、靈瑞八幅、香雪八幅、韻叟八幅、寶素八幅、文佩八幅、襍稿十六幅。

## 製作
箋譜的製作大概可分為繪畫、雕刻、印刷三大工序。
作畫部份除了有胡正言自己畫的，也有米萬鐘，吳士冠，魏之克，吳彬，僧行一等名家的作品。
至於雕刻和印刷，《十竹齋箋譜》史無前例的應用了餖版和拱花兩種技術完成，把當時的木刻水印技術推上一個巔峰。
所謂餖版是一幅畫按不同顏色部份刻成不同的版子。刻好後，先把畫的輪廓印出來，再去套各種顏色，每種顏色，只要套偏了一點，可能差一毫米，這個畫就等於要報廢了。如果圖畫非常複雜的話，可能會用到幾十塊這個版子。
拱花是用兩塊凹凸的硬板嵌合在一起，使印刷部位的紙面拱起，達到紙上浮雕的印刷效果。

## 現存善本
雖然《十竹齋箋譜》出版後即風靡一時，但因年代久遠，流傳下來的很少，已知只有四本。
收藏家王孝慈曾以八百銀元從琉璃廠古書肆購入一部，八百元在當時是一筆巨款。王於1936年去世後，其家人將箋譜轉讓給北平圖書館。
陶湘藏有一部，後售於日本文求堂。
上海狄楚青藏有一部。
鄭振鐸經傳新書店徐紹樵介紹購得一部。

## 出版年份爭議
一般的說法是《十竹齋箋譜》刊於 1644 年，即崇禎甲申年，這是因為譜內李于堅撰「箋譜小引」，署年「崇禎甲申」。然而有博客指出：譜內「如蘭八種」中有一幅圖，上題「乙酉春日十竹齋臨周公調先生筆意」，故認為《十竹齋箋譜》全書最快應是完成於弘光元年乙酉（1645）年。

## 近代復刻本
鄭振鐸在他購得《十竹齋箋譜》之前，得知王孝慈藏有一部，因此譜珍稀罕見，便與魯迅商量重印，後經趙斐雲幫助，得王同意借出箋譜。其時民國23年(1934年) 春末，鄭於是馬上將箋譜轉交榮寶齋，要求用餖版和拱花術仿原件複製。前後歷時七載，於民國 30 (1941) 年6月重刻完成，這是【十竹齋箋譜】第一次重刻本。可惜的是，魯迅與王孝慈均已逝世，未及見此本完成。
第二次重刻本發生於新中國成立後，其時榮寶齋新記（前身即榮寶齋）見第一次重刻本已不可得見，故欲再版發行，並按鄭振鐸之前從徐紹樵處購得的原來版本，增加了第一次重刻所缺之頁，予以補刻，終於1952年7月完成全帙。
2019年12月7日，四本于1952年重刻的《十竹齋箋譜》在德国科隆Lempertz拍卖行以每本约1500欧元的成交价格被中国买家通过在线拍卖拍得。